# Agrothereutes albovinctus
Agrothereutes albovinctus là một loài tò vò trong họ Ichneumonidae.